# 小田保
小田保（おだやす）は、有限会社小田保が運営する東京都の豚カツ・フライ専門店である。

## 概要
築地市場が開場した1935年（昭和10年）に築地場内市場にて営業を始めた老舗で、同店は「歴史を今も伝える老舗」であると主張している。「小田保」という店名は、築地の旧名である小田原町に創業者の名前を足して命名した。築地市場内の店舗は魚がし横丁にあった。築地市場が豊洲市場へと移転したのを機に、豊洲市場で最多の飲食店がひしめく6街区の水産仲卸売場棟に豊洲店を構えたほか、「小田保の味」を築地に残すために築地場外市場の生鮮市場「築地魚河岸」に2号店を出店している。
元々は豚カツ店だが、フライ定食の店として紹介されることもある。和洋を問わず市場で仕入れた魚介類のフライや一品料理なども多数扱っており、メニューは豊富である。特に市場の新鮮な魚介類をフライにした料理が売りであり、いわゆるガッツリ系の「市場飯」と呼ばれている。店側は、アジフライ、エビフライ、豚カツ、から揚げを人気メニューとしているが、朝日新聞はカニコロッケを看板メニューとし、グルメ情報誌のdancyuが企画してBSフジで放送される番組『日本一ふつうで美味しい植野食堂 by dancyu』の第23回では小田保のカツ煮が特集され、グルメメディアの東京メインディッシュではふぐカツ丼やカキ・ホタテのフライとソテーが盛られた牡蠣ミックス・ホタテミックスが名物として紹介されるなど、メディアには様々なメニューが取り上げられている。このうち、牡蠣ミックスは冬季限定メニューである。
カツやフライを専門としているだけに、揚げ物の技術に定評がある。地元の人々から海外の観光客まで広く支持されており、13時半のラストオーダーまで途切れなく行列ができることで知られる。また、プロ野球選手の松井秀喜が愛した店としても著名である。